# Gerritjan Eggenkamp
Gerritjan Eggenkamp (* 14. November 1975 in Leiden) ist ein ehemaliger niederländischer Ruderer, der 2004 eine olympische Silbermedaille im Achter gewann.

## Sportliche Karriere
Eggenkamp begann 1990 mit dem Rudersport. Während seines Studiums ruderte er für Proteus Eretes in Delft. 
Seine internationale Karriere begann 1993 mit einem neunten Platz im Doppelvierer bei den Junioren-Weltmeisterschaften. 1995 erreichte er den zweiten Platz im Doppelzweier beim Nations Cup, einem Vorläuferwettbewerb der U23-Weltmeisterschaften.
1997 debütierte der 1,96 m große Eggenkamp im Ruder-Weltcup mit einem zweiten Platz im Doppelvierer. Bei den Weltmeisterschaften in Frankreich ruderte der niederländische Doppelvierer auf den siebten Platz, 1998 in Köln folgte der achte Rang. Nach einer wenig erfolgreichen Saison 1999 wechselte Eggenkamp 2000 in den Achter. Im September 2000 erreichte der niederländische Achter den achten Platz bei den Olympischen Spielen in Sydney.
Bei den Weltmeisterschaften 2001 trat Eggenkamp wieder im Doppelzweier an und belegte den zehnten Platz. Zwei Jahre später bei den Weltmeisterschaften 2003 erreichte er mit dem Doppelvierer den 12. Rang. 2004 kehrte Eggenkamp in den Achter zurück und belegte im Weltcup einen vierten Platz in Posen und einen dritten Platz in München. Bei den Olympischen Spielen in Athen erreichten Diederik Simon, Gijs Vermeulen, Jan-Willem Gabriëls, Daniël Mensch, Geert-Jan Derksen, Gerritjan Eggenkamp, Matthijs Vellenga, Michiel Bartman und Steuermann Chun Wei Cheung mit 1,27 Sekunden Rückstand den zweiten Platz hinter dem Achter aus den Vereinigten Staaten.
2007 kehrte Eggenkamp noch einmal in die niederländische Ruder-Nationalmannschaft zurück und belegte mit dem Achter den zehnten Platz bei den Weltmeisterschaften in München.